# Fra Bartolomeo

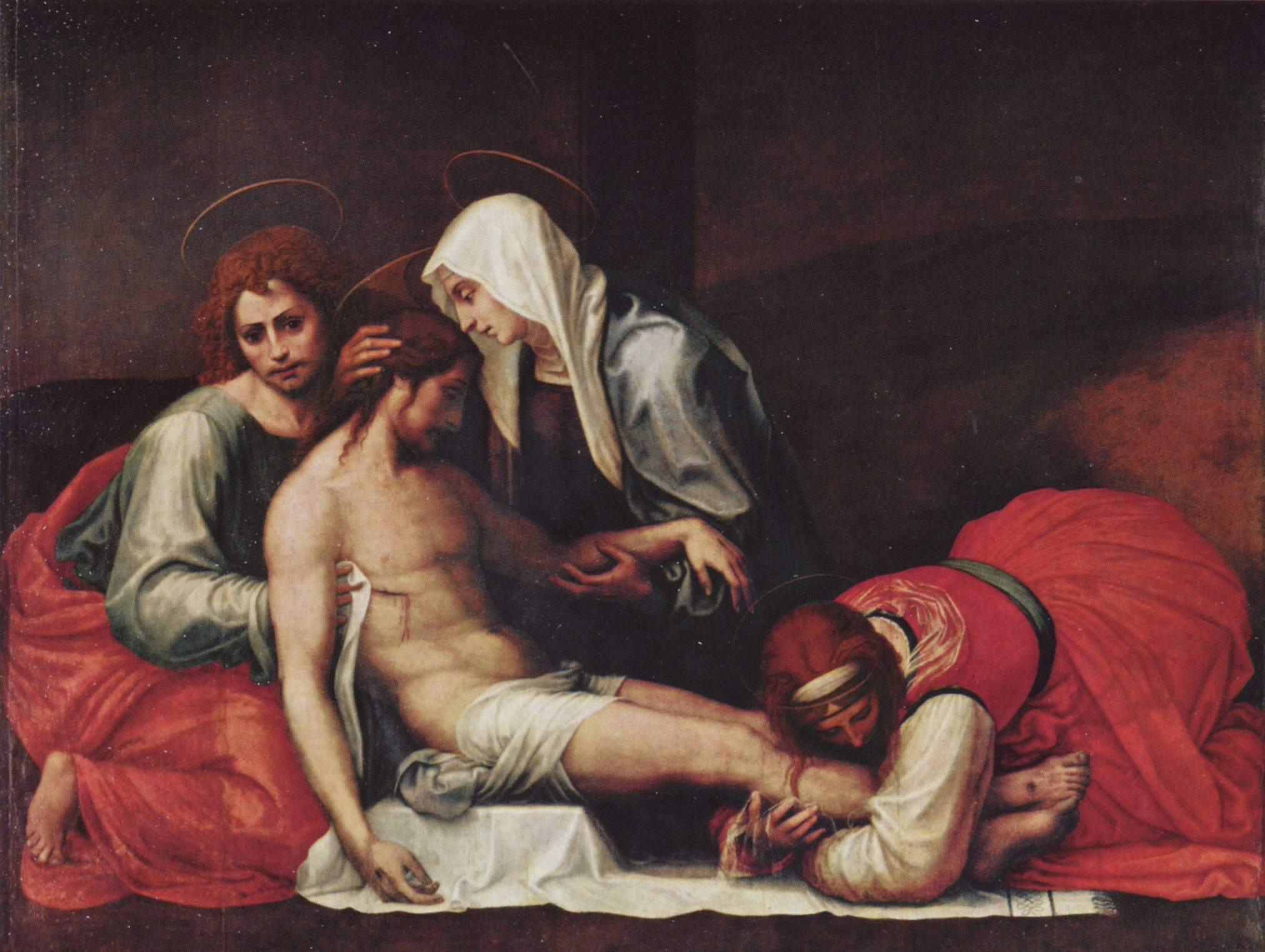
Zdjęcie z krzyża – ok. 1515

Fra Bartolomeo, właściwie Bartolommeo di Paglia del Fartorino, znany także jako Baccio della Porta (ur. 28 marca 1472 w Soffignano pod Florencją, zm. 31 października 1517 we Florencji) – włoski malarz renesansowy, dominikanin.

## Życiorys
W 1484 został uczniem Cosimo Rosselliego, a potem Ghirlandaio, u których uczył się malarstwa. W warsztacie Rosselliego spotkał Mariotto Albertinelliego, z którym połączyła go przyjaźń. W 1490 r. założyli własny warsztat. Pod koniec lat 90. został zwolennikiem florenckiego kaznodziei Savonaroli i wstąpił do zakonu dominikańskiego w klasztorze San Marco, przybierając imię Fra Bartolomeo.
Podobnie jak Botticcelli spalił swoje świeckie obrazy i odtąd zajmował się już tylko malarstwem religijnym. Żarliwa wiara nie pozwalała mu na traktowanie tematów religijnych według estetycznych założeń renesansu.
Choć działa na przełomie XV i XVI wieku zrywa z linearyzmem i podkreślaniem brył tak charakterystycznym dla florenckiego cinqueccenta i stara się uwzględnić w równym stopniu kolor i pokrewne Leonardowskiemu traktowanie światłocienia. Jego spokojne kompozycje, budowane najczęściej na planie trójkąta, o ciepłym, złocistym tonie i bogatych akordach kolorystycznych wywarły pewien wpływ na wczesne "Madonny" Rafaela. Uprawiał również rysunek sangwiną i kredką (pozostawił zbiór rysunków i szkiców kompozycyjnych, najliczniejszy we włoskim renesansie).
Jako malarz pozostawał pod wpływem Leonarda da Vinci, Rafaela, Tycjana, Michała Anioła, Belliniego i mistrzów flamandzkich. Poświęcił się wyłącznie sztuce kościelnej.

## Dzieła
- Sąd Ostateczny – fresk w kościele Santa Maria Novella we Florencji
- Opłakiwania Chrystusa,
- Salvator Mundi,
- Ecce Homo,
- Wizji św. Bernarda,
- Zaślubiny św. Katarzyny – 1511, olej na desce 356 × 270 cm, Pałac Pitti
- Madonna della Misericordia – 1515